# Álvaro Soler
Álvaro Tauchert Soler, né le 9 janvier 1991 à Barcelone (Espagne), est un auteur-compositeur-interprète germano-espagnol.
Il se fait connaître avec l'album Eterno Agosto, en Europe, durant l'été 2015, notamment grâce au single El Mismo Sol.

## Biographie

### Enfance
Álvaro Soler est né le 9 janvier 1991 en Espagne, à Barcelone, d'un père allemand, Marten Tauchert, et d'une mère hispano-belge, Leticia Soler. Il a également une sœur, Paula et un frère, Gregory. Il passe une partie de son enfance à Tokyo, au Japon.

## Carrière musicale

### Les débuts
En 2010, Álvaro et son frère Gregory créent le groupe Urban Lights. Le style musical du groupe mélange pop et électronique. Ils font plusieurs concerts dans différentes salles de la ville et participent au concours Tú si que vales!, où ils atteignent la finale.
Durant cette période, Álvaro Soler alterne entre sa passion pour la musique, ses études d'ingénierie et divers petits boulots.

### L'albumEterno Agosto
Au début de l'année 2015, Álvaro s'installe à Berlin où il enregistre son premier album en solo, El mismo sol. L'album est un succès, particulièrement en Italie et en Suisse où il est arrive en tête des ventes. 
Sur iTunes, El mismo sol est  la 16e chanson la plus téléchargée en Europe et la 38e dans le monde. En août de cette même année, une nouvelle version de la chanson est enregistrée, cette fois-ci en espagnol et en anglais, chantée en duo avec Jennifer Lopez. 
Le 15 avril 2016, le titre Sofía est diffusé sur les radios et devient rapidement un tube.

### L'albumMar de Colores
Le 29 mars 2018, Álvaro Soler revient sur le devant de la scène musicale internationale avec la sortie d'un nouveau single inédit intitulé La Cintura, extrait de l’album Mar De Colores dont la sortie est prévue pour le 14 septembre 2018.

## Divers
En 2016, Álvaro Soler devient un juge de la dixième édition de l'émission de télévision italienne X Factor.

## Discographie

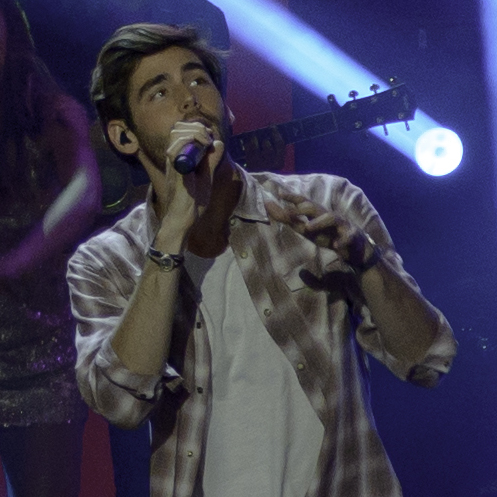
Álvaro Soler en 2016.

### Albums
- 2015 : Eterno Agosto (El mismo sol) :
  - Date de sortie : 26 juin 2015
  - Position la plus haute dans les listes : 22e en Italie, 25e en Espagne, 27e en Suisse, 79e en France
- 2018 : Mar de colores
  - Date de sortie : 14 septembre 2018

## Télévision
| Année | Programme                      | Poste     | Pays      |
| ----- | ------------------------------ | --------- | --------- |
| 2013  | ¡Tú sí que vales!              | Finaliste | Espagne   |
| 2015  | Tu cara me suena               | Invité    | Espagne   |
| 2017  | Tu cara me suena               | Invité    | Espagne   |
| 2017  | X Factor                       | Juge      | Italie    |
| 2018  | Fama, ¡a bailar!               | Invité    | Espagne   |
| 2018  | Bailando con las estrellas     | Invité    | Espagne   |
| 2018  | Operación Triunfo 2018         | Invité    | Espagne   |
| 2019  | La mejor canción jamás cantada | Invité    | Espagne   |
| 2021  | The Voice Kids                 | Coach     | Allemagne |